# Вашингтон, Башрод
Башрод Вашингтон (англ. Bushrod Washington 5 июня 1762 года — 26 ноября 1829 года) — судья Верховного суда США в период с 1798 года по 1829 год. Башрод Вашингтон являлся племянником американского отца-основателя и первого всенародно избранного президента США Джорджа Вашингтона. Он также был соучредителем и президентом Американского колонизационного общества.

## Ранние годы жизни
Башрод Вашингтон родился 5 июня 1762 года в усадьбе Бушфилдов, плантации, расположенной на горе Холли в округе Уэстморленд, штат Виргиния в семье Джона Огастина Вашингтона (1736—1787), родного брата Джорджа Вашингтона и Ханны Бушрод (1735—1801).
В 1778 году Башрод Вашингтон окончил Колледж Вильгельма и Марии. В 1780 году стал членом общества Phi Beta Kappa.
В 1780 году вместе с Джоном Маршаллем стал изучать право у Джордж Уайта. Однако в 1781 году был вынужден прервать обучение и присоединиться к Континентальной армии. Служил в армии рядовым вплоть до конца 1782 года. После того как Бушрод Вашингтон покинул армию, его отец и дядя Джордж Вашингтон спонсировали его дальнейшее обучение в области юриспруденции и права.
После завершения учебы в 1784 году молодой Башрод Вашингтон вернулся в округ Уэстморленд, штат Виргиния. В том же году Башрод Вашингтон берет в жены Джулию Энн (Анна) Блэкберн и открывает адвокатское бюро.
В период с 1784 по 1798 год Вашингтон занимается частной юридической практикой.

## Карьера и служба в Верховном суде США
В 1788 году Вашингтон был избран в палату делегатов штата Виргиния. В том же году участвовал в ратификации Конвенции Вирджинии, где проголосовал за ратификацию Конституции США.
18 декабря 1798 года Бушрод Вашингтон выдвинут президентом США Джоном Адамсом в кандидаты на должность судьи Верховного суда США. 20 декабря 1798 года Бушрод Вашингтон был утвержден в должности Сенатом США.
После того как Джон Маршалл становится председателем Верховного суда США, Вашингтон за все время работы всегда голосовал единообразно с Маршаллом, кроме трёх случаев (одно из них дело «Огден против Сондерса»).
Вашингтон пробыл судьёй Верховного суда США вплоть до своей смерти в 1829 году.
За время работы Башрод Вашингтон вынес немало знаковых решений в том числе решение по делу «Корфилд против Кориелл».

## Собственность
В 1795 году Башрод Вашингтон приобрел Belvidere, бывшее поместье Уильяма Бёрда III. После назначения судьёй Верховного суда США он отказался от поместья.
После смерти своей тети Марты Вашингтон в 1802 году Башрод Вашингтон унаследовал все документы своего дяди Джорджа Вашингтона, а также большую часть его имущества, включая плантации Маунт-Вернон, унаследованные им согласно завещанию. По воле Джорджа Вашингтона, его рабов должны были освободить после смерти его жены Марты, так как она использовала их труд при жизни. Тем не менее, Марта освободила рабов перед ее смертью в 1800 году путем предоставления им вольной. Когда Бушрод Вашингтон и его жена переехали в Маунт-Вернон сразу после смерти Марты, он привез туда своих собственных рабов. В поместье не было обнаружено множество наличных денег, и в результате Вашингтон понял, что он не может содержать особняк и плантации на доходы от его собственности и на зарплату судьи Верховного суда США. В результате в период жизни Бушрода Вашингтона особняк пришел в непригодное состояние и требовал вложений. В связи с тем, что его рыбы не давали должной прибыли Бушрод Вашингтон принял решение о продажи большинства из них для осуществления вложений в особняк.

## Членство в общественных организациях
В 1813 году Бушрод Вашингтон избран членом Американского антикварного общества.
В 1816 году Вашингтон стал одним из основателей Американского колонизационного общества которое способствовало репатриации в Африку свободных чернокожих и рабов, которые были ранее получили вольную. Вашингтон стал первым президентом данного общества и занимал эту должность до конца своей жизни. При этом, когда Вашингтон продал своих рабов для содержания Маунт-Вернон, многие аболиционисты задались вопросом, почему президент общества не освобождает своих рабов как это делал его дядя Джордж Вашингтон. Они считали, что он должен отправить освобожденных рабов в Либерию.

## Смерть и погребение
Башрод умер 26 ноября 1829 года в Филадельфии, штат Пенсильвания во время прогулки верхом. Его жена умерла два дня спустя во время перевозки его тела для захоронения. Они оба погребены в хранилище в гробнице семьи Вашингтон в Маунт-Вернон. Обелиск воздвигнут перед могилой и увековечивает Башрода и его жену. У них в общей сложности было 11 детей.

## Интересные факты
В связи с его значительной ролью в Американском колонизационном обществе и его вклад в создание республики Либерия остров возле национальной столицы Монровии был назван в его честь.